# Ivelin Dimitrov
Ivelin Dimitrov (født 18. januar 1931 i Silistra, Bulgarien - død 27. september 2008 i Napoli, Italien) var en bulgarsk komponist og dirigent.
Dimitrov studerede komposition og direktion på The Pancho Vladigerov State Academy of Music hos Marin Goleminov. Han blev senere dirigent for mange Bulgarske orkestre rundt om i landet. Dimitrov har skrevet 6 symfonier, orkesterværker, kammermusik, balletmusik, vokalmusik, korværker og mange instrumentale værker for mange instrumenter.

## Udvalgte værker
- Symfoni nr. 1 "En lille hjemmehørende symfoni" (1964) - for strygerorkester
- Symfoni nr. 2 "Kedelige Slagtilfælde" (1966) - for strygerorkester
- Symfoni nr. 3  "Næsten en symfoni" (1970) - for orkester
- Symfoni nr. 4 "Mosaik" (1972) - for kammerorkester
- Symfoni nr. 5 "Solnedgang" (1975) - for orkester
- "Symfonier" (1990) - for strygerorkester